# Leon Marchlewski
Leon Paweł Teodor Marchlewski (ur. 15 grudnia 1869 we Włocławku, zm. 16 stycznia 1946 w Krakowie) – polski chemik (biochemia), rektor Uniwersytetu Jagiellońskiego (1926–1928), wiceprezes PAU, organizator Państwowego Instytutu Naukowego Gospodarstwa Wiejskiego w Puławach i w Bydgoszczy, prezes PTCh, pierwszy prezes YMCA w Polsce, członek Rady Naczelnej PSL „Piast”, a następnie Stronnictwa Ludowego, senator II i III kadencji II RP. Dwukrotnie nominowany do Nagrody Nobla w dziedzinie fizjologii i medycyny, raz nominowany w dziedzinie chemii.

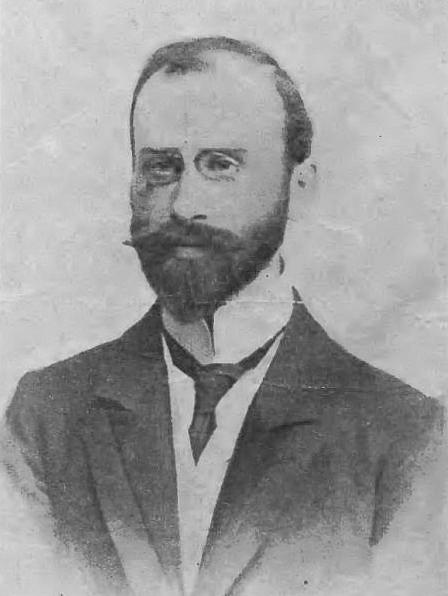
Leon Marchlewski (przed 1906)

## Życiorys

### Dzieciństwo i młodość (1869–1890)
Urodził się 15 grudnia 1869 roku we Włocławku, jako syn kupca zbożowego, Józefa Marchlewskiego (1830–1907) i Emilii Augusty Rückersfeldt (1836–1918), niemieckiej guwernantki. Miał czworo starszego i dwoje młodszego rodzeństwa – trzy siostry i trzech braci (jednym z jego braci był Julian Marchlewski, działacz komunistyczny).
Szkołę podstawową ukończył w rodzinnym Włocławku, a gimnazjum w Warszawie. Już w szkole interesował się chemią. Swoją wiedzę pogłębiał z pomocą Napoleona Milicera (w przyszłości przyjaciela) – wybitnego chemika, kierującego pracownią chemiczną Muzeum Przemysłu i Rolnictwa, w której młody Leon Marchlewski został zatrudniony.

### Praca w Szwajcarii i Anglii (1890–1900)
Pod wpływem Milicera Marchlewski wyjechał w roku 1888 do Zurychu, na studia w tamtejszej politechnice. Tamże otrzymał w roku 1890 tytuł „chemika technicznego”. W roku 1890, bezpośrednio po studiach, został asystentem Jerzego Lungego, profesora technologii chemicznej. Po dwóch latach otrzymał na Uniwersytecie w Zurychu tytuł doktora na podstawie pracy nt. Krytyczne studia nad metodami oznaczenia siarki siarczkowej.
Wkrótce po doktoracie wyjechał do Kersel pod Manchesterem, gdzie został asystentem Edwarda Schuncka, chemika-organika, właściciela prywatnego laboratorium.
W latach 1896–1897 otrzymywał stypendium naukowe AU z zakresu chemii organicznej, a w latach od 1896 lub 1897 do 1899 kierował naukowym laboratorium – z oddziałem produkcji barwników i farmaceutyków – w fabryce „Claus and Ree” w Clayton (również w okolicy Manchesteru) i był wykładowcą chemii organicznej w Manchester Institute of Technology.

### Praca w Polsce (1900–1946)
W roku 1900 wrócił do Polski. Nostryfikował doktorat uzyskany w Zurychu oraz otrzymał habilitację na podstawie pracy Die Chemie des Chlorophylls, Hamburg-Leipzig, Voss 1895 i wykładu nt. Dzisiejszy stan teoryi tautomeryi (publ. „Wiadomości Farmaceutyczne” 1900). Początkowo (1900–1906) pracował jako starszy inspektor w Ogólnym Zakładzie Badań Środków Spożywczych w Krakowie, pod kierownictwem Odona Bujwida. Na Uniwersytecie Jagiellońskim był od roku:
- 1901 – wykładowcą technologii chemicznej na Wydziale Lekarskim UJ (dla kandydatów na ekspertów w zakresie badań środków spożywczych)
- 1903 – profesorem nadzwyczajnym UJ, wykładowcą chemii organicznej[7] lub ogólnej technologii chemicznej[3] na ówczesnym Wydziale Filozoficznym
- 1906 – rzeczywistym profesorem zwyczajnym stosowanej chemii lekarskiej i kierownikiem Zakładu Chemii Lekarskiej na Wydziale Lekarskim
- 1918 do 1939 – nadal kierownikiem Zakładu Chemii Lekarskiej jako rzeczywisty.

Pełnił funkcje:
- 1913–1914 i 1925–1926 – dziekana Wydziału Lekarskiego
- 1926–1927 i 1927–1928 – rektora UJ.

W latach 1917–1919 organizował Państwowy Instytut Naukowy Gospodarstwa Wiejskiego w Puławach i reorganizował podobny instytut w Bydgoszczy. W tym okresie był w Puławach dyrektorem organizacyjnym i kierownikiem Działu Żywienia Zwierząt. W roku 1920, wraz z Feliksem Jaroszyńskim uruchomił w krótkim czasie wielką wytwórnię „surowicy” przeciwksięgosuszowej. To pilne zadanie było realizowane na zlecenie Departamentu Weterynarii Ministerstwa Rolnictwa, który podjął trudną walkę z szerzącym się pomorem. Zarazę zlikwidowano już w roku 1922, co uznano za wielki sukces PINGW i służb weterynaryjnych.
Leon Marchlewski był również konsultantem naukowym Tomaszowskiej Fabryki Sztucznego Jedwabiu (1931–1939) International Horn Borer Investigation w Chicago. Przez 30 lat (1909–1939) nadzorował wykonywanie analiz wód mineralnych południowej Polski.
Pochowany na cmentarzu Rakowickim (pas 5, wsch.), uroczystościom pogrzebowym przewodniczył arcybiskup Adam Stefan Sapieha.

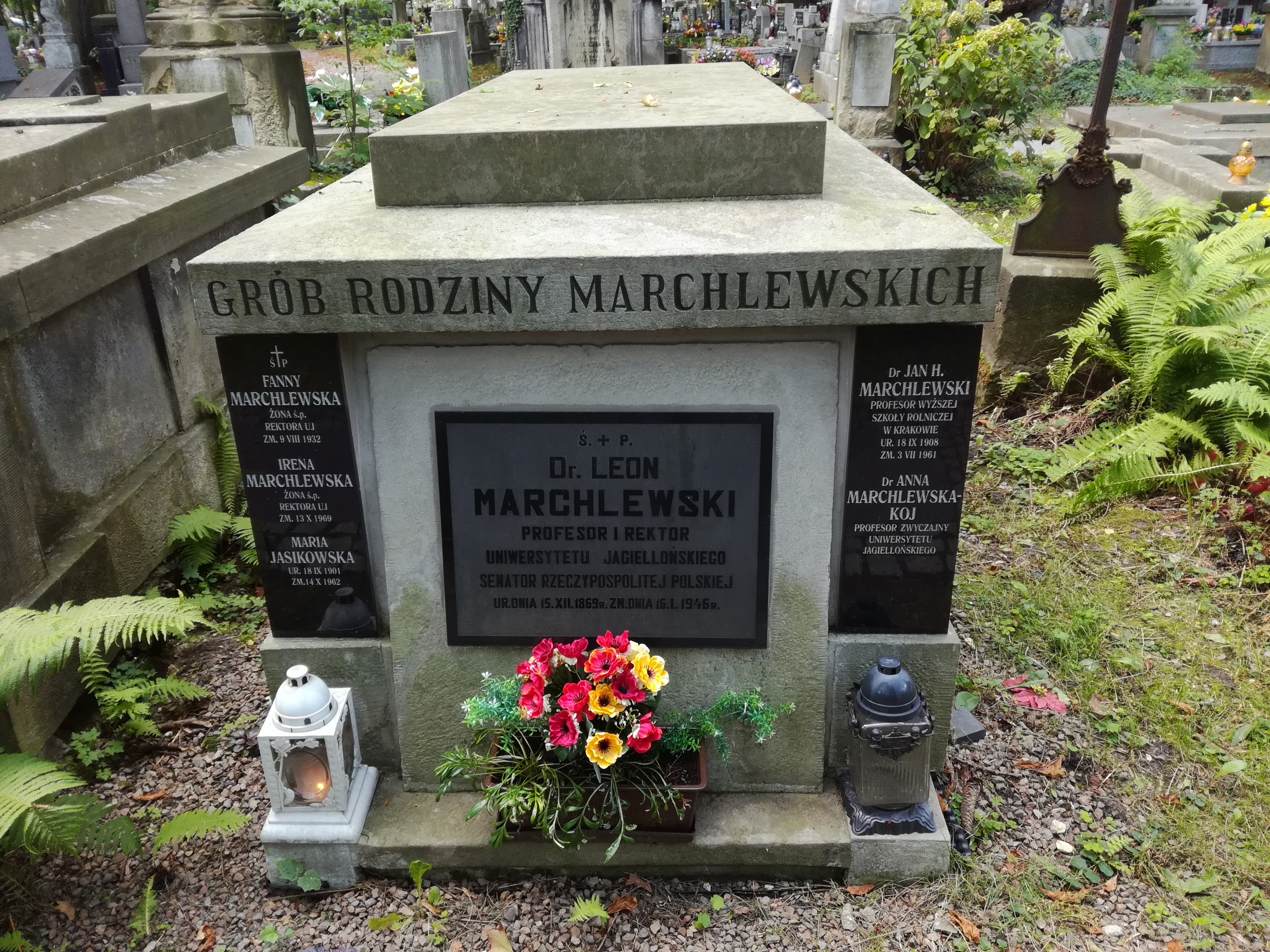
Grób prof. Leona Marchlewskiego na cmentarzu Rakowickim w Krakowie

## Tematyka badań naukowych

Układ porfirynowy

Kwas ruberytrynowy – jeden z glikozydów

Zakres naukowych zainteresowań Leona Marchlewskiego obejmował zagadnienia z różnych obszarów chemii – jego prace dotyczyły chemii nieorganicznej, analitycznej, organicznej, biochemii, a również technologii chemicznej. Spośród nich wyróżniane są m.in.:
- przede wszystkim budzące światowe zainteresowanie poszukiwania podobieństwa porfirynowego szkieletu chlorofilu i hemoglobiny, mieszczące się w obszarze poszukiwań dowodów na chemiczną jedność świata zwierząt i roślin,
- badanie budowy cukrów, m.in. w laboratorium E. Schuncka zidentyfikował cukier występujący w glikozydach (np. arbutyna, florydzyna, datyscyna) i wyjaśnił budowę cząsteczki rubiadyny, składnika jednego z glikozydów korzenia marzanny farbiarskiej (tzw. indykan roślinny, z którego powstaje indygo),
- badanie barwników antrachinonowych i naftochinonowych.

W czasie badań Leon Marchlewski korzystał z najnowszych wówczas metod pomiarów fizykochemicznych (zob. chemiczna analiza strukturalna), m.in. był pionierem w dziedzinie zastosowań spektrofotometrii w zakresie UV do ustalania struktury cząsteczek (zob. widmo pasmowe). W dziedzinie chemii analitycznej opracował m.in. metody oznaczania:
- zawartości węgla w związkach chemicznych metodą miareczkowania wolumetrycznego; wspólnie z J. Lungem skonstruował aparat do analiz zawartości węglanów (aparat Lunge-Marchlewskiego[14]),
- zawartości jodu w jego związkach,
- stężenia tlenków siarki i tlenków azotu w procesach produkcji kwasu siarkowego i kwasu azotowego (analiza gazometryczna gazów nitrozowych).

Opracował również i wdrożył system analiz wód mineralnych południowej Polski.

## Publikacje
Był autorem lub współautorem ponad 200 publikacji – artykułów naukowych, prac doświadczalnych, monografii i podręczników, artykułów popularnonaukowych, m.in. (wybór według Google books):

1892
- Kritische Studien über die Sulfidschwefelbestimmungsmethoden (praca doktorska), Wiesbaden: Kreidel[16]
- Studien über Roussins Salz (współautor: J. Sachs)

1893
- Studien über einige natürliche Zuckerarten (współautor: Henry Edward Schunck)
- Zur Kenntnis der Zersetzung der salpetrigen Säure in Lösungen von Salpetersäure (współautor: Beniamin Lilienstern)

1895
- Die Chemie des Chlorophylls German, Hamburg, Leipzig, Voss[10]
- Zur Chemie des Chlorophylls, 3. Abh. Eingelaufen am 26. August 1865 (współautor: Henry Edward Schunck)
- Contributions to the Chemistry of Chlorophyll, Wydanie 6 (współautor: Henry Edward Schunck)
- Zur Kenntniss der rothen Isomeren des Indigotins und über einige Derivate des Isatins (współautor: Henry Edward Schunck)

1896
- Zur Kenntniss des Isatins, 3. Abhandlung (współautor: Henry Edward Schunck)
- Contributions to the Chemistry of Chlorophyll: Phylloporphyrin and hæmatoporphyrin: a comparison, Wydanie 7 (współautor: Edward Schunck)

1901
- Marceli Nencki: ein Nachruf
- O kumarofenazynach, Część 2 (współautor: Jan Sosnowski)

1902
- Studium nad izatyną (współautor: Antoni Korczyński)
- Ze studiów nad chlorofilem

1904
- Studies on the Blood Colouring Matter, Tom 2 (współautor: Józef Hetper)

1905
- Teorye i metody badania współczesnej chemii organicznej

1906
- Zur Kenntnis der Pechmanns’schen Farbstoffe, Tom 1 (współautor: Tadeusz Koźniewski)
- O barwikach Pechmana, Część 1 (współautor: Tadeusz Koźniewski)

1907
- Studien über natürliche Farbstoffe
- Studies on Colouring Matters of the Chlorophyllgroup (współautor: Jan Robel)
- Chemia jako jeden z czynników nowożytnego rozwoju ekonomicznego
- Zur Phylloxanthinfrage
- Zur Chemie des Chlorophylls (współautor: Tadeusz Koźniewski)

1908
- Zur Kenntnis des Hämopyrrols (współautor: J. Retinger)
- Über die Einwirkung von Säuren auf Chlorophylle (współautorzy: Lad Hildt, Jan Robel)
- Der endgültige Beweis der Identität des Chlorophyllpyrrols und Hämopyrrols (współautor: L. Barabasz)
- Über die Umwandlung des Chlorophylls unter dem Einfluss von Säuren (współautorzy: Lad Hildt, Jan Robel)
- Über die Umwandlung des Phyllotaonins in Phytorhodine (współautor: Tadeusz Koźniewski)

1909
- Die Chemie der Chlorophylle und ihre Beziehung zur Chemie des Blutfarbstoffs
- Zur Kenntnis des Hämopyrrols, Tom 2 (współautor: Z. Leyko)

1910
- Bestimmung des Chlorophylls in Pflanzenteilen (współautor: Henryk Malarski)
- Über Chlorophyllan, Allochlorophyllan und Chlorophyllpyrrol (współautor: Henryk Malarski)
- Über Azofarbstoffe des 2. 4-Dimethylpyrrols und Hämopyrrols (współautor: Jan Robel)

1911
- Über die Phyllohämin, Tom 2 Leon Marchlewski, Jan Robel
- Über die Dualität der Chlorophyllane und das Allochlorophyllan (współautor: J. Marszałek)
- On Phylloporphyrine (współautor: Jan Robel)
- Über die Dualität der Chlorophyllane

1912
- Über die Dualität des Chlorophylls und das wechselnde Verhältnis seiner Komponenten (współautor: Carl Alfred Jacobson)
- Methoden zur Bestimmung der Komponenten des Chlorophylls (des Neo- und Allochlorophylls) (współautor: Carl Alfred Jacobson)
- Die spektralen Eigenschaften der beiden Chlorophyllane
- The Absorption of Ultraviolet Light by Organic Substances (XLII): Datiscetin, Morin and Quercetin (współautor: Jan Robel)
- Zur Kenntnis des Blutfarbstoffs (współautor: Jan Grabowski)
- Über die Porphyrine des Phyllocyanins und Phylloxantins (współautor: Jan Grabowski)
- Über ß-Phylloporphyrin (współautor: Jan Zygmunt Robel)

1913
- Über die Inkonstanz des Chlorophyllquotienten in Blättern und ihre biologische Bedeutung (współautor: H. Borowska)
- Zur Chemie des Chloropylls: Antwort an Herrn R. Willstätter
- Über Phyllocyanin und Phylloxantin (współautor: Henryk Malarski)
- Phyllocyanin und Phylloxanthin Schunck’s (współautor: Henryk Malarski)

1916
- Podręcznik do badań fizyologiczno-chemicznych: metody fizyczne, ogólnochemiczne i analiza moczu

1921
- Chemja fizjologiczna według wykładów prof. dra L. Marchlewskiego

1923
- Państwowy Instytut Naukowy Gospodarstwa Wiejskiego w Puławach w walce z księgosuszem w Polsce

1924
- Chemja organiczna
- Podręcznik do badań fizjologiczno-chemicznych: Metody fizyczne, ogólnochemiczne i analiza moczu, Tom 1
- Extinction Coefficients of Benzoic Acid and Phenol (współautor: Ewa Kępianka)

1926
- The Absorption of Ultraviolet Light by Copper Sulphate Solutions (współautor: Lucjan Kwieciński)
- Absorption of Ultraviolet Light by Hydroxyacids, Hydroxy-phenols and Cresols (współautor: Ewa Kępianka)

1927
- The Absorption of Ultraviolet Light by Glucose, Laevulose and Lactose (współautor: Lucjan Kwieciński)

1928
- The Absorption of Ultraviolet Light by Some Albuminous Substances (współautor: Jadwiga Wierzuchowska)
- The Absorption of Ultraviolet Light by the Inversion Products of Saccharose (współautor: Ewa Kępianka)
- Absorption of Ultraviolet Light by the Glucosans (współautor: Lucjan Kwieciński)

1929
- Absorption of Ultraviolet Light by Some Purine Derivatives and Allied Substances (współautor: Jadwiga Wierzuchowska)

1932
- Warunki powstawania witamin i hormonów w ustroju zwierzęcym

1933
- W sprawie nowej ustawy o szkołach akademickich

1935
- Absorption of Ultraviolet Light by Some Hormones and Allied Substances (40) (współautor: Bolesław Skarżyński)

1936
- The Absorption of Ultraviolet Light by Organic Substances (XLII): Datiscetin, Morin and Quercetin (współautor: Renata Grinbaum)

1937
- Chemia fizjologiczna: podręcznik dla lekarzy i studentów medycyny, biologów, chemików i farmaceutów, Część 1 (współautor: Jakub Parnas, Tadeusz Baranowski)
- The Absorption of Ultraviolet Light by Some Organic Substances (XLV): Derivatives of Phenantrene and Indole (współautor: Renata Grinbaum)

1939
- Absorption of Ultraviolet Light by Some Organic Substances: Pochłanianie Światła Nadfioletowego Przez Niektóre Substancje Organiczne. Some azines. Niektóre aziny, Tom 46 (współautor: Władysław Bednarczyk)
- Absorption of Ultraviolet Light by Some Organic Substances (48): Indigotin and Indirubin (współautor: J. Cholewiński)

1950
Chemia fizjologiczna, Tom 2 (współautor: Bolesław Skarżyński)
1951
- Chemia organiczna: Związki tłuszczowe (alifatyczne), Tom 1

## Działalność społeczna i polityczna
Od roku 1922 działał w Centralnym Komitecie YMCA w Polsce (Związek Młodzieży Chrześcijańskiej), który kierował stowarzyszeniem przez pierwsze dwa lata jego istnienia. W skład Komitetu weszli również m.in. prof. Stanisław Estreicher, generałowie Józef Czikel i Mieczysław Norwid-Neugebauer, przemysłowcy Alfred Grohman i Feliks Krusher, dyrektor Wileńskiego Okręgu Polskich Kolei Państwowych Emil Landsberg, minister zdrowia Witold Chodźko, minister opieki społecznej Ludwik Darowski, wiceminister edukacji Tadeusz Łopuszański, poeta Jan Kasprowicz, marszałek Sejmu Maciej Rataj. Leon Marchlewski został w roku 1923 pierwszym prezesem polskiej YMCA. Funkcję tę pełnił przez 10 lat.
Jako właściciel niewielkiego gospodarstwa wiejskiego w Konarach, zakupionego w roku 1910, Leon Marchlewski zainteresował się ruchem ludowym. Nawiązał kontakt z Wincentym Witosem, wstąpił do PSL „Piast” i został członkiem jego Rady Naczelnej (1927–1931).

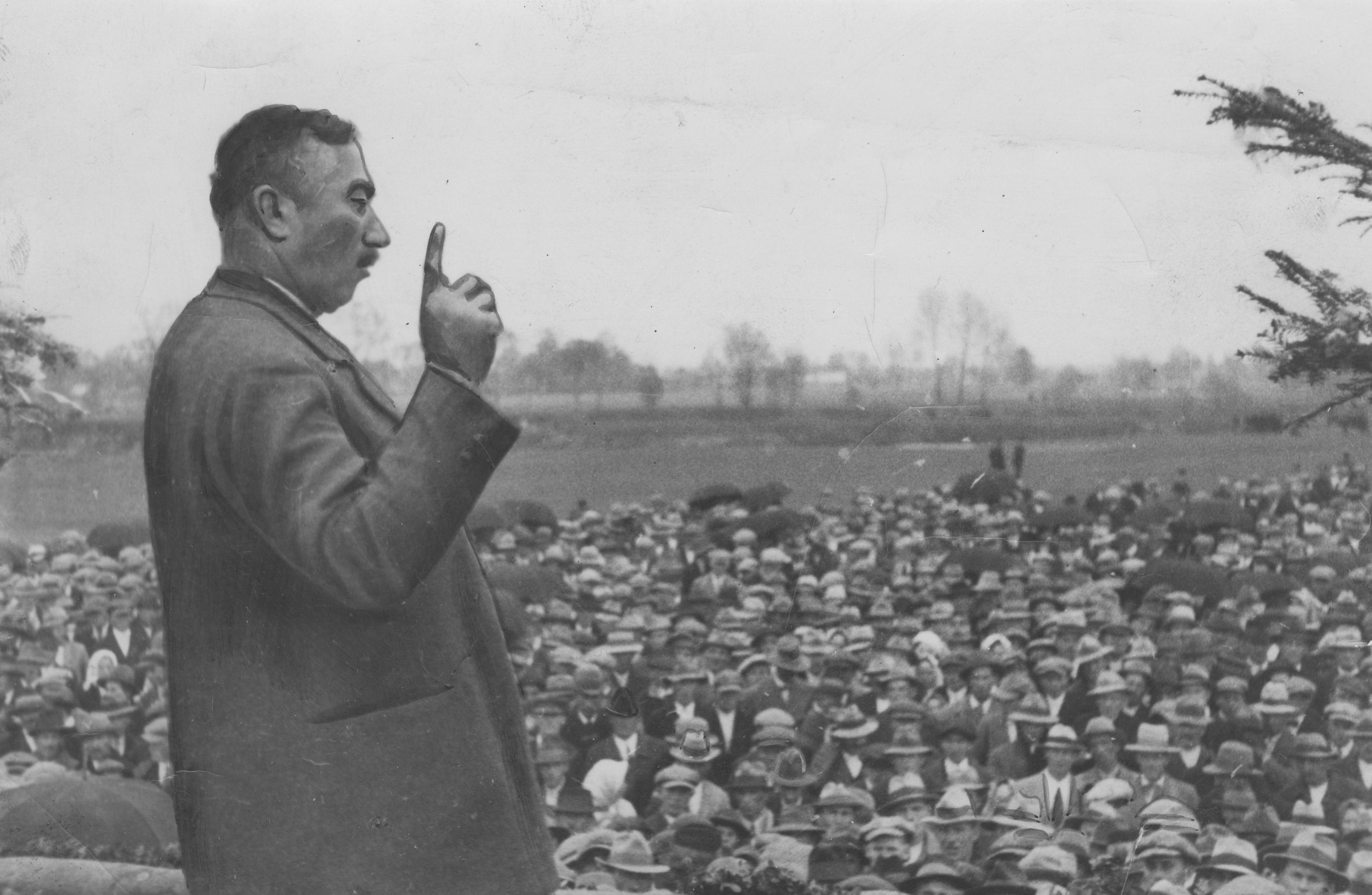
Witos przemawiający do wyborców w Rakszawie (krótko przed krwawymi wydarzeniami w powiecie ropczyckim)

W wyborach parlamentarnych w roku 1928 kandydował do senatu z listy państwowej nr 25 (Polski Blok Katolicki PSL „Piast” z Chrześcijańską Demokracją). Został pierwszym zastępcą senatora, a w styczniu 1930 roku – senatorem RP II kadencji (klub parlamentarny PSL „Piast”), zajmując miejsce zmarłego ks. Jana Albrechta. Senatorem III kadencji (1930–1935) został w wyniku następnych wyborów (listopad 1930, start z krakowskiej listy okręgowa Związku Obrony Prawa i Wolności Ludu). Należał do Klubu Parlamentarnego Posłów i Senatorów Chłopskich. Był zwolennikiem zjednoczenia się stronnictw Centrolewu w celu realizacji wspólnego programu. W czerwcu 1930 roku występował na kongresie Centrolewu w Krakowie – jego mowę Wincenty Witos wspominał jako „bardzo rozumną i bardzo łagodną”.
Przed procesem brzeskim przywódców Centrolewu brał udział w manifestacji, zorganizowanej przez krakowskie środowisko naukowe na rzecz aresztowanych (był wśród nich Wincenty Witos). W czasie procesu występował jako świadek.
W latach 1933–1938 był członkiem Rady Naczelnej Stronnictwa Ludowego. Stał na czele delegacji, która w roku 1933 protestowała u wojewody krakowskiego, Mikołaja Kwaśniewskiego, przeciw tłumieniu ruchu ludowego, m.in. brutalnemu potraktowaniu ludności wiejskiej powiatu ropczyckiego (m.in. Nockowa) przez policję oraz represjom wobec członków SL, uważanym za przywódców chłopskiego protestu (poseł Andrzej Pluta został skazany na 18 miesięcy więzienia, a Wincenty Witos schronił się przed kolejnym aresztowaniem w Czechosłowacji).
Leon Marchlewski wspierał również działalność Związku Młodzieży Wiejskiej, od chwili jego powstania w roku 1930, m.in. uczestniczył w opracowywaniu programu ZMW i dofinansowywał wydawanie czasopisma „Znicz”.
W roku 1933 występował czynnie jako przeciwnik jędrzejewiczowskiej reformy szkolnictwa wyższego (m.in. opublikował broszurę W sprawie nowej ustawy o szkołach akademickich).
29 grudnia 1945 został posłem do Krajowej Rady Narodowej, reprezentując Polskie Stronnictwo Ludowe. Zmarł kilkanaście dni później.

## Członkostwo stowarzyszeń naukowych
Był członkiem wielu stowarzyszeń naukowych, krajowych i zagranicznych, takich jak:
- Akademia Umiejętności (od 1899 – członek korespondent, od 1903 – członek rzeczywisty)
- Polska Akademia Umiejętności (marzec 1926 – delegat walnego zgromadzenia do zarządu PAU, czerwiec 1939 – wiceprezes PAU, od 1938 – przewodniczący Komisji PAU, powołanej dla zreformowania nomenklatury chemicznej według zaleceń Rady IUPAC, wielokrotny reprezentant PAU na międzynarodowych kongresach chemii i inne konferencjach i zjazdach)
- Polskie Towarzystwo Chemiczne (członek założyciel, prezes w latach 1919–1921 i w roku 1927
- Polskie Towarzystwo Fizjologiczne (członek honorowy)
- Towarzystwo Lekarskie Krakowskie i Lwowskie, zob. historia PTL)
- Towarzystwo Naukowe w Warszawie i we Lwowie (członek honorowy)
- Międzynarodowa Unia Chemii Czystej i Stosowanej, International Union of Pure and Applied Chemistry (wiceprezes IUPAC, od 1925 – przewodniczący Polskiego Komitetu Narodowego)
- Towarzystwo Chemików Francuskich (Société chimique de France) – członek honorowy[21]
- Francuskie Towarzystwo Badań Fizycznych[22]
- Rumuńskie Towarzystwo Fizyczne[22]
- Akademia Nauk w Zagrzebiu[22]
- Czeska Akademia Nauk[22]

## Ordery i odznaczenia
- Krzyż Komandorski Orderu Odrodzenia Polski (30 kwietnia 1925)[23][b]
- Złoty Krzyż Zasługi (dwukrotnie: 11 listopada 1936[24], 10 listopada 1938[25])
- Krzyż Komandorski Orderu Danebroga (Dania)[26]

## Wyróżnienia
Otrzymał m.in. tytuł Doctor honoris causa Uniwersytetu Jagiellońskiego oraz kilka tytułów honorowego członka stowarzyszeń naukowych. Został również honorowym członkiem Związku Młodzieży Wiejskiej i honorowym prezesem Zarządu Grodzkiego PSL w Krakowie (1945).

## Życie rodzinne
Pierwsze małżeństwo zawarł w roku 1898 z Fanny Hargreavses. Mieli trzech synów: Teodora (biologa-genetyka, profesora UJ, który w listopadzie 1939 roku został aresztowany w czasie Sonderaktion Krakau i osadzony w KL Oranienburg), Marcelego (leśnika, dyrektora Tatrzańskiego Parku Narodowego) i Jana (zoologa, profesora UJ). Po raz drugi ożenił się w roku 1936 z Ireną Rapaport.